# Sud-Ouest tunisien
Le Sud-Ouest tunisien (arabe : الجنوب الغربي) est une région du centre de la Tunisie.

## Géographie
La région Sud-Ouest regroupe administrativement trois gouvernorats, ceux de Gafsa, de Tozeur et de Kébili.